# Luigi Aycardi
Luigi Aycardi Batista (Ocaña, 3 de febrero de 1971) es un actor de cine, teatro y televisión colombiano de ascendencia  italiana.

## Biografía
Luigi Aycardi, nació el 3 de febrero de 1971 en Ocaña en el departamento de Norte de Santander.
Estudió administración de empresas pero se inclinó por la actuación e ingresó a la Academia Charlot. 
Se vinculó a la televisión colombiana en 1991 actuando en la novela Sangre de lobos.
Se ha presentado en obras de teatro (La caimana - 2012) y en películas (Mamá tómate la sopa - 2012). Ha participado en telenovelas para transmisión internacional como Tiempo final (2007) de Fox Telecolombia y de Colombia, además fue miembro del elenco de Decisiones, producida por Telemundo, La quiero a morir, producida por Caracol Televisión y Chepe Fortuna, producida por RCN Televisión.

## Filmografía

### Televisión
- Devuélveme la vida (2024) — Orlando Azcárate
- Ventino: el precio de la gloria (2023) — Rodolfo
- El general Naranjo (2020) — Presidente Leal
- Operación Pacífico (2020) — Alejandro Maldonado
- Bolívar (2019) — General de la Mar
- María Magdalena (2018-2019) — Herodes Filipo I
- Venganza (2017) — Salvador Almeida.
- Sin senos sí hay paraíso (2016-2017) — Aníbal Manrique.
- Esmeraldas (2015) — Coronel Marcial Marin.
- Manual para ser feliz (2014) — Patricio Ramirez.
- El día de la suerte (2013-2014) — Diego Mondarelli.
- Rafael Orozco, el ídolo (2012-2013) — Julio Martelo.
- Historias clasificadas (2012) — Pablo Fernandez.
- Confidencial (2012) — Francisco.
- Chepe Fortuna (2010-2011) — Francisco Antonio Londoño Jaramillo "El Paisa".
- Hilos de amor (2010-2011) — Fabricio Donisetti.
- Los caballeros las prefieren brutas (2010) — Armando Villalba.
- La quiero a morir (2008-2009) — Germán Rico.
- Tiempo final (2008) Mano a mano — Carlos.
- Montecristo (2007-2008) —  Luis Restrepo.
- El Zorro: la espada y la rosa (2007) — Tobias del Valle y Campos.
- Amores de mercado (2006-2007) — Carlos Suárez.
- Vuelo 1503 (2005-2006) — Pablo Londoño.
- Decisiones ( 2005-2011) — Jose, Manuel, Johan
- La saga, negocio de familia (2004-2005) — Omar Muñoz.
- Las noches de Luciana (2004-2005) —  Marcelo Varela.
- Un ángel llamado Azul (2003-2004) — Gastón Conde.[3]
- Isabel me la veló (2001-2002) — Diego 'El Tiburón' Arocha.
- La guerra de las Rosas (1999-2000) — Ricardo Díaz.
- Corazón prohibido (1998-1999) —  Esteban González Torrado.
- Las ejecutivas (1996-1997) — David Urrutia.
- Mascarada (1996-1997) — Gabriel Ferrer.
- Pecado santo (1995-1996) —  Germán Chica.
- Dulce tormento (1994-1995) —  Diego Aristizábal.
- Las aguas mansas (1994) —  Franco Reyes Guerrero.
- Vuelo secreto (1993-1996) — Santiago Fernández Pombo.[4]
- Sangre de lobos (1992)

### Cine
- Mamá, tómate la sopa (2011)
- Cuando vuelvas de tus muertes (2001)

### Teatro
- A 2.50 la Cuba libre (2012)
- Mi Hembro.com (2004)

### Reality
- Desafío 2005: Cabo Tiburón, Chocó, Colombia

## Premios y nominaciones

### Premios India Catalina
| Año  | Categoría                           | Telenovela o serie | Resultado |
| ---- | ----------------------------------- | ------------------ | --------- |
| 2002 | Mejor actor protagónico / Principal | Isabel me la veló  | Nominado  |

### Premios TvyNovelas
| Año  | Categoría                             | Telenovela o serie | Resultado |
| ---- | ------------------------------------- | ------------------ | --------- |
| 2002 | Mejor actor protagónico de telenovela | Isabel me la veló  | Nominado  |